# 129
Năm 129 là một năm trong lịch Julius. 